# Rómulo Betancourt
Pour les articles homonymes, voir Rómulo Betancourt (homonymie) et Betancourt.
 (février 2015).
Si vous disposez d'ouvrages ou d'articles de référence ou si vous connaissez des sites web de qualité traitant du thème abordé ici, merci de compléter l'article en donnant les références utiles à sa vérifiabilité et en les liant à la section « Notes et références ».
Rómulo Betancourt, né le 22 février 1908 à Guatire, dans l'État de Miranda et mort le 28 septembre 1981 à New York, est un homme d'État vénézuélien, président de son pays de 1945 à 1948 et de 1959 à 1964. Son parcours, bien que tumultueux et controversé, a marqué la politique en Amérique latine et il est souvent décrit comme le « père de la démocratie vénézuélienne ».

## Biographie
Après avoir participé à la création de mouvements étudiants radicaux, il fonde en 1937 le Parti national démocratique qui est renommé Action démocratique en 1941.
En 1945, il conspire avec Marcos Pérez Jimenez pour renverser le président Isaías Medina Angarita. Arrivé au pouvoir en octobre 1945, à la suite d'un coup d'État (en), il commence à réformer l'industrie pétrolière vénézuélienne. Il n'entreprend cependant aucune réforme pouvant mettre à mal les privilèges des classes possédantes. En 1948, il cède le pouvoir au président démocratiquement élu (en), Rómulo Gallegos, mais ce dernier est lui-même déposé quelques mois plus tard par un nouveau coup d'État militaire mené par Marcos Pérez Jiménez et Carlos Delgado Chalbaud.
Poussé alors vers un exil à New York, il voit dans la mise en place de principes démocratiques la condition du succès de son retour en politique. 
En 1954, avec José Figueres Ferrer, président du Costa Rica, et Carlos Prío Socarrás, ex-président de Cuba, il fournit des armes et de l'argent aux exilés nicaraguayens afin de les aider lors de la rébellion du 4 avril contre le dictateur Anastasio Somoza García.
La chute de la dictature de Pérez Jiménez en 1958 lui permet de retourner au Venezuela où il est élu président (en) le 7 décembre 1958. 
Investi le 13 février 1959, il contribue en 1960 à la mise en place de la filière nationalisée de l'industrie pétrolière (CPV (es)) et de l'OPEP. L'année suivante, il promulgue la nouvelle Constitution (en) qui demeurera en vigueur jusqu'en 1999. Il voit son aura internationale renforcée en survivant à la tentative d'assassinat organisée par Rafael Trujillo, alors dictateur de la République dominicaine. Confronté à plusieurs rébellions paysannes ou militaires, il fait interdire le Parti communiste et le Mouvement de la gauche révolutionnaire (es). L'armée conduit dans ses rangs une purge des officiers suspectés de sympathies pour la gauche. En juin 1962, le soulèvement de la base navale de Puerto Cabello est violemment réprimé (plus de 500 morts et 700 blessés) sous son autorité.
Il transmet le pouvoir à son successeur Raúl Leoni, après l'élection démocratique de 1963 (en) qui marque l'histoire de la démocratie vénézuélienne avec une participation de 92 % qui n'a jamais été égalée depuis[réf. nécessaire].